# ニコラス・テロル

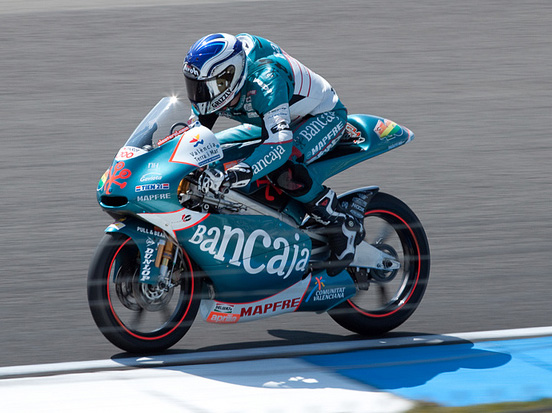
2010年 ダッチTT

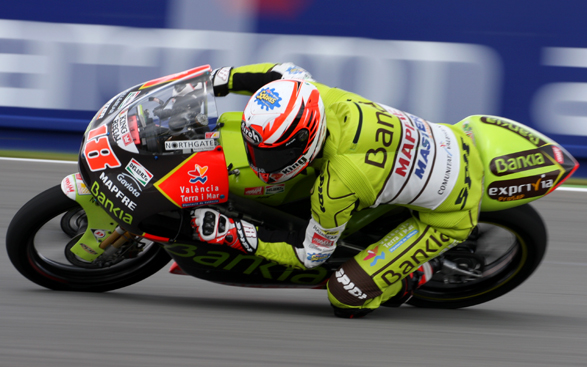
2011年 チェコGP

ニコラス・テロル・ペイドロ (Nicolás "Nico" Terol Peidro, 1988年9月27日 - ) は、スペイン・バレンシア州アリカンテ県アルコイ出身のオートバイレーサー。2011年のロードレース世界選手権125ccクラスチャンピオン。

## 経歴

### キャリア初期
1999年、テロルは10歳のときにミニバイクレースに初めて参戦する。翌2000年には50ccの地方選手権、2001年は70ccの全国レース、2002年は125ccのアプリリアカップとステップアップしていった。
2003年にはスペインロードレース選手権(CEV)125ccクラスにデビューする。翌2004年にはホルヘ・マルチネス率いるチーム・アスパーに移籍し、シリーズランキング4位の成績を残した。またこの年のロードレース世界選手権最終戦バレンシアGP125ccクラスのレースに、負傷欠場となったマイク・ディ・メッリオの代役として参戦を果たした。

### ロードレース世界選手権

#### 125ccクラス
2005年、テロルはデルビのマシンを駆ってロードレース世界選手権125ccクラスにフル参戦デビューを果たした。しかしトレーニング中に負った脾臓を切除するほどの重傷に苦しみ、僅か1ポイントの獲得でシリーズランキングは36位に終わった。翌2006年は53ポイントの獲得でシリーズ14位と成績は改善したが、2007年にはスランプに陥りシリーズ22位に沈んでしまった。
2008年にはジャック&ジョーンズWRBチームに移籍し、アプリリアのマシンに乗り換えた。第2戦スペインGPで初表彰台(2位)を獲得、雨でレース短縮となった第14戦インディアナポリスGPで初優勝を挙げるなどの活躍を見せ、シリーズ5位と大きく成績を伸ばした。
チームに残留した2009年シーズン、テロルは最新ファクトリー仕様のRSA125を手に入れた。しかしチームは資金難に苦しみ、開幕前のテスト不足が影響してシーズン序盤は苦戦が続いた。だが中盤以降は調子を取り戻し、第14戦チェコGPで1勝、他にも3回2位表彰台に立つ活躍を見せ、最終的なランキングは3位となった。
2010年シーズンはスペイン選手権時代の古巣であるアスパー・チームに移籍し、ブラッドリー・スミスのチームメイトを務めることとなった。テロルはシーズン3勝、全17戦中14戦で表彰台に立つ安定した速さを見せたが、チャンピオン争いではシーズン10勝を挙げる強さを見せたマルク・マルケスに14ポイント差で敗れてランキング2位に終わった。第7戦カタルニアGPのファイナルラップで転倒し、腰椎を骨折して次の第8戦ドイツGPを欠場したのが大きな痛手となった。
2011年は前年の上位勢の多くがMoto2クラスにステップアップする中、アスパー125ccチームに残留した。テロルは開幕から3連勝を遂げてチャンピオン争いをリード、第7戦ダッチTTでは予選での転倒で右手の小指を負傷し決勝レースを欠場したものの、次戦イタリアGPでシーズン5勝目を挙げて復帰を飾った。その後第12戦インディアナポリスGPから再び3連勝を挙げて年間8勝を達成、最終戦バレンシアGPで125ccクラス最後のワールドチャンピオンに輝いた。

#### Moto2クラス
2012年、アスパー・チームに残留するテロルは中量級Moto2クラスにステップアップを果たす。チームメイトは2010年チャンピオンのトニ・エリアスが務める。

## ロードレース世界選手権 戦績
- 凡例
- ボールド体のレースはポールポジション、イタリック体のレースはファステストラップを記録。

| シーズン | クラス | バイク     | 1      | 2      | 3      | 4       | 5       | 6       | 7       | 8      | 9       | 10      | 11     | 12     | 13      | 14      | 15      | 16     | 17     | 順位 | ポイント |
| -------- | ------ | ---------- | ------ | ------ | ------ | ------- | ------- | ------- | ------- | ------ | ------- | ------- | ------ | ------ | ------- | ------- | ------- | ------ | ------ | ---- | -------- |
| 2004年   | 125cc  | アプリリア | RSA    | SPA    | FRA    | ITA     | CAT     | NED     | BRA     | GER    | GBR     | CZE     | POR    | JPN    | QAT     | MAL     | AUS     | VAL 22 |        | NC   | 0        |
| 2005年   | 125cc  | デルビ     | SPA 15 | POR 23 | CHN 26 | FRA 22  | ITA 21  | CAT Ret | NED 16  | GBR 21 | GER Ret | CZE 19  | JPN    | MAL    | QAT     | AUS Ret | TUR 16  | VAL 16 |        | 36位 | 1        |
| 2006年   | 125cc  | デルビ     | SPA 19 | QAT 16 | TUR 27 | CHN 19  | FRA Ret | ITA 18  | CAT 11  | NED 15 | GBR 9   | GER 7   | CZE 7  | MAL 10 | AUS 11  | JPN 10  | POR Ret | VAL 11 |        | 14位 | 53       |
| 2007年   | 125cc  | デルビ     | QAT 16 | SPA 14 | TUR 16 | CHN Ret | FRA 19  | ITA 12  | CAT 23  | GBR 24 | NED 17  | GER 22  | CZE 22 | SMR 18 | POR Ret | JPN 17  | AUS 13  | MAL 11 | VAL 11 | 22位 | 19       |
| 2008年   | 125cc  | アプリリア | QAT 10 | SPA 2  | POR 3  | CHN 8   | FRA 3   | ITA 7   | CAT Ret | GBR 18 | NED 9   | GER 7   | CZE 5  | SMR 5  | IND 1   | JPN 5   | AUS Ret | MAL 9  | VAL 2  | 5位  | 176      |
| 2009年   | 125cc  | アプリリア | QAT 7  | JPN 17 | SPA 10 | FRA 9   | ITA 2   | CAT 2   | NED 5   | GER 4  | GBR 4   | CZE 1   | IND 4  | SMR 2  | POR Ret | AUS 6   | MAL 5   | VAL 10 |        | 3位  | 179.5    |
| 2010年   | 125cc  | アプリリア | QAT 1  | SPA 2  | FRA 2  | ITA 2   | GBR 4   | NED 2   | CAT Ret | GER    | CZE 1   | IND 1   | SMR 2  | ARA 2  | JPN 2   | MAL 3   | AUS 3   | POR 2  | VAL 3  | 2位  | 296      |
| 2011年   | 125cc  | アプリリア | QAT 1  | SPA 1  | POR 1  | FRA 2   | CAT 1   | GBR 8   | NED DNS | ITA 1  | GER 4   | CZE Ret | IND 1  | RSM 1  | ARA 1   | JPN 2   | AUS 6   | MAL 5  | VAL 2  | 1位  | 302      |